# Pokoszczówka
Pokoszczówka (ukr. Pokoszcziwka) – wieś na Wołyniu, w rejonie zasławskim obwodu chmielnickiego. W 2001 wieś zamieszkiwały 284 osoby.

## Historia
Dawny folwark klucza białogródeckiego,  jednego z trzech kluczy dóbr sławuckich książąt Sanguszków.